# Бионикл 3: В паутине теней
«Бионикл 3: В паутине теней» (англ. Bionicle 3: Web of Shadows) — научно-фэнтезийный полнометражный мультфильм 2004 года, вышедший сразу на цифровых носителях. Третий анимационный фильм в серии Bionicle и приквел «Бионикл: Маски света», а также мидквел «Бионикл 2: Легенд Метру Нуи». Это первый фильм франшизы, которому не был присвоен рейтинг MPAA. Выпуск «Бионикл 3: В паутине теней» состоялся 19 октября 2004 года на DVD и VHS.
По сюжету, Тоа Метру возвращаются в свой родной город, Метру Нуи, чтобы спасти население Маторанов, которых они поклялись защищать. Все Матораны остаются в глубокой коме после событий предыдущего фильма. По прибытии, Тоа обнаруживают, что город наполнен паукообразными существами, известными как Висораки, которые захватывают Тоа и подвергают их мутации, в результате чего те превращаются в звероподобных существ, известных как Хордика. Тоа Хордика объединяются с Рахага, чтобы найти способ вернуться к своим первоначальным формам, при этом руководствуясь своей первостепенной целью — спасти маторанов.

## Сюжет
Макута, Повелитель теней, пребывает в заточении в тюрьме из протодермиса после событий предыдущего фильма. Таинственная фигура называет его имя, после чего повреждает тюрьму и извлекает из неё осколок. Позже выясняется, что это Рудака, королева орды Висораков, которая клянётся освободить Макуту.
Вакама, будучи Турагой, продолжает рассказывать историю Тоа Метру. Объединив свои силы, чтобы запечатать Макуту в протодермисе в конце предыдущего фильма, Тоа покинули Метру Нуи в поисках дома для спящих Маторанов, пообещав вернуться в город, чтобы спасти тех, кого они были вынуждены оставить. Тем не менее, в их отсутствие город был захвачен ордой Висораков.
Тоа Метру (Вакама, Нокама, Матау, Онева, Венуа и Ную) прибывают на берег Метру Нуи и направляются к Колизею, где хранятся капсулы с Маторанами, оценив нанесённый городу ущерб. Вскоре они попадают в засаду и их захватывают Висораки, которые отравляют Тоа своим ядом, в результате чего те мутируют в звероподобных существ. По приказу Сидорака, короля орды Висораков, Тоа сбрасывают с вершины Колизея. Их спасают шесть летающих существ, представившихся как Раага.
Лидер Раага, Норик, объясняет, что яд Висораков превратил Тоа в Хордика, сделав их более восприимчивыми к своей звериной природе. Поскольку они навсегда останутся Хордика, если яд не будет нейтрализован вовремя, их единственная надежда на возвращение к прежнему облику заключается в поиске Китонгу, древнего Рахи-отшельника, последнего в своём роде, считающегося легендой. Вакама выходит из себя из-за того, что его постоянно обвиняют в нынешнем положении Тоа, и уходит, решив попытаться спасти Маторанов в одиночку. Тем не менее, Висораки загоняют его в угол и доставляют в Колизей. Рудака воздействует на тёмную сторону Вакамы, предложив ему стать военачальником Висораков и титул правителя Метру Нуи. Когда его инстинкт Хордика пересиливает разум, Вакама принимает её предложение.
Остальные Тоа вместе с Раага отправляются в Великий Храм в районе Га-Метру, чтобы узнать о местоположении Китонгу. Вакама устраивает засаду на Раага ночью, захватив пятерых из них и оставляет тяжело раненого Норика в качестве предупреждения. Он доставляет их к Сидораку, который назначает Вакаму генералом орды Висораков. Позже Норик сообщает Тоа о том, что сделал Вакама, повторяя, что они должны найти Китонгу, прежде чем Тоа будут полностью поглощены их звериными состояниями, как это случилось с Вакамой. Используя надписи, переведённые перед атакой, группа следует по тропе к логову Китонгу в верхней части района Ко-Метру. Поначалу Китонгу неохотно согласился помочь им.
Тоа возвращаются в Колизей и вступают в бой с Висораками. Матау противостоит Вакаме один на один, в то время как Китонгу отправляется за королём и королевой. Рудака оставляет Сидорака на растерзание Китонгу, в то время как Матау пытается вразумить Вакаму, пока они сражаются друг с другом. Он извиняется за то, что ранее сомневался в лидерстве Вакамы, и напоминает другу о его долге как Тоа и судьбе по спасению Маторанов, в конечном итоге побуждая Вакаму прийти в себя.
Норик освобождает своих товарищей Раага и присоединяется к Тоа, однако прибывшая Рудака на Кагараке требует контроля над силами Тоа. Вакама и Матау присоединяются к остальной команде, при этом Вакама симулирует неизменную преданность Рудаке. После того, как другие пятеро Тоа безуспешно пытаются победить Рудаку, стреляя в неё своим элементальным оружием, Вакама приказывает Висоракам уйти и, будучи помещённой под его командование, орда подчиняется. Затем Вакама выстреливает спиннером ротука в Рудаку, выводя её из строя и разрушая кристалл, который она ранее вырезала из тюрьмы Макуты. Разрушение камня приводит к тому, что Макута освобождается из тюрьмы и использует свои силы, чтобы телепортировать Рудаку в безопасное место. Полностью осознавая, что его действия освободили Мастера теней, Вакама, тем не менее, выражает уверенность, что они смогут остановить его ещё раз. После того, как Китонгу возвращает Тоа Хордика в их формы Тоа Метру, Тоа прощаются с ним и Рахага и покидают Метру Нуи с находящимся в капсулах Маторанами.
После событий первого фильма, Турага Вакама завершает историю Тоа Метру, которую он рассказывал Такануве, Джаллеру и Хали. Уходя, Вакама говорит троице, что им пора найти свою судьбу.

## Роли озвучивали
| Актёр             | Роль                 |
| ----------------- | -------------------- |
| Алессандро Юлиани | Тоа Вакама           |
| Кристофер Гейз    | Турага Вакама        |
| Брайан Драммонд   | Тоа Матау, Тоа Онева |
| Табита Сен-Жермен | Тоа Нокама           |
| Пол Добсон        | Тоа Венуа, Сидорак   |

| Актёр         | Роль                   |
| ------------- | ---------------------- |
| Тревор Дивэлл | Тоа Ную, Раага Ируини  |
| Френч Тикнер  | Раага Норик            |
| Кэтлин Барр   | Рудака, Раага Гааки    |
| Скотт МакНил  | Китонгу, Раага Бомонга |

## Производство
Дэвид Молина и Терри Шекспир выступили в качестве режиссёров и художников-постановщиков картины. Кроме того, Шекспир был руководителем визуальных эффектов.

## Саундтрек
Композитор двух предыдущих мультфильмов Нейтан Фёрст вернулся к работе над франшизой, чтобы написать музыку для «Бионикл 3: В паутине теней». Режиссёр триквела Дэвид Молина высоко оценил работу Фёрста, назвав просмотр фильма с музыкой «потрясающим опытом», а также отметив, что история становится «на удивление живой и эмоциональной». Саундтрек был выпущен 22 декабря 2017 года, через двенадцать лет после выхода фильма. Он включает всю написанную для мультфильма музыку и, как и в случае с двумя предыдущими альбомами, полностью переработан.
Помимо композиций, вошедших в итоговую версию картины, саундтрек содержит оригинальный, неиспользованный набросок Фёрста на тему Рудаки в качестве бонуного трека. Хотя полная тема не используется в самом фильме в пользу другого мотива, связанного с персонажем, намеки на набросок присутствуют в различных сценах на протяжении всего хронометража, тогда как альтернативные варианты можно услышать в меню DVD-релиза.
| №                   | Название                         | Длительность |
| ------------------- | -------------------------------- | ------------ |
| 1.                  | «Web of Shadows»                 | 2:15         |
| 2.                  | «Shipwrecked and Stunned»        | 3:18         |
| 3.                  | «Sidorak and Roodaka»            | 3:57         |
| 4.                  | «Flying Escape»                  | 3:41         |
| 5.                  | «Can't Be Ugly»                  | 0:44         |
| 6.                  | «Roodaka's Evil Plan»            | 2:14         |
| 7.                  | «The Rahaga»                     | 2:07         |
| 8.                  | «Vakama Captured»                | 5:03         |
| 9.                  | «Roodaka Seduces Vakama»         | 2:47         |
| 10.                 | «I Doubt You'd Recognize Me»     | 1:56         |
| 11.                 | «The Great Temple»               | 2:55         |
| 12.                 | «Vakama Has Changed»             | 2:23         |
| 13.                 | «The Falling Tears»              | 2:49         |
| 14.                 | «The Visorak Hoard»              | 0:48         |
| 15.                 | «Keetongu Found»                 | 4:18         |
| 16.                 | «Bow Down to Vakama and Sidorak» | 7:02         |
| 17.                 | «What Happened to You»           | 1:09         |
| 18.                 | «Strength Comes from Unity»      | 8:52         |
| 19.                 | «Makuta Set Free»                | 3:14         |
| 20.                 | «Off to Mata Nui»                | 3:18         |
| 21.                 | «Roodaka (Unused Theme)»         | 1:07         |
| Общая длительность: | Общая длительность:              | 1:05:43      |

## Критика
Фильм получил смешанные, преимущественно положительные отзывы. Некоторые критики высоко оценили сгенерированные на компьютере эффекты, отметив, что, несмотря на ориентированность на юную и подростковую аудиторию, фильм обладает впечатляющей графикой. По мнению рецензентов, DVD-издание отличалось улучшенным качеством звука и видео, однако не обладало интересными бонусами.
«Бионикл 3: В паутине теней» был номинирован на премию «Golden Reel Award» за звуковой монтаж, а также на премию Энни как «Лучший VHS/DVD релиз». Кроме того, в 2006 году мультфильм был номинирован на премию Сатурн в категории «Лучшее DVD-издание».